# Erik Lindgren (lexikograf)
Johan Erik Lindgren, född den 22 mars 1844 i Trosa, död den 28 april 1899, var en svensk språklärare och lexikograf, bror till musikhistorikern Adolf Lindgren.
Lindgren studerade från 1861 vid Uppsala universitet och blev 1873 filosofie kandidat. Han var från 1874 huvudlärare i engelska vid Beskowska skolan i Stockholm och från 1893 lektor vid Sjökrigsskolan. Lindgren utarbetade med Edmund Wenström en utförlig Engelsk-svensk ordbok (1884–1889). Han är gravsatt på Norra begravningsplatsen utanför Stockholm.